# سوتاتاوسا
سوتاتاوسا (انگلیسی: Sutatausa) یک منطقه مسکونی در کشور کلمبیا است.